# Promozione Campania-Molise 1983-1984
Nella stagione 1983-1984 la Promozione era sesto livello del calcio italiano (il massimo livello regionale). Qui vi sono le statistiche relative al campionato in Campania e in Molise.
Il campionato è strutturato in vari gironi all'italiana su base regionale, gestiti dai Comitati Regionali di competenza. Promozioni alla categoria superiore e retrocessioni in quella inferiore non erano sempre omogenee; erano quantificate all'inizio del campionato dal Comitato Regionale secondo le direttive stabilite dalla Lega Nazionale Dilettanti, ma flessibili, in relazione al numero delle società retrocesse dal Campionato Interregionale e perciò, a seconda delle varie situazioni regionali, la fine del campionato poteva avere degli spareggi sia di promozione che di retrocessione.

## Girone A

### Squadre partecipanti
| Club                        | Città (provincia)           | Stadio | Stagione precedente |
| --------------------------- | --------------------------- | ------ | ------------------- |
| U.S. Casalnuovo Aversa      | Casalnuovo di Napoli (NA)   |        |                     |
| G.S. Casalucese             | Casaluce (CE)               |        |                     |
| A.S. Cellole                | Cellole (CE)                |        |                     |
| U.S. Intercalvizzano        | Castel Volturno (CE)        |        |                     |
| Juvenes Frattaminorese      | Frattaminore (NA)           |        |                     |
| U.S. Maddalonese            | Maddaloni (CE)              |        |                     |
| A.C. Montesarchio           | Montesarchio (BN)           |        |                     |
| Pol. San Giorgio del Sannio | San Giorgio del Sannio (BN) |        |                     |
| Pol. S.Agata                | Sant'Agata de' Goti (BN)    |        |                     |
| S.S.C. Santantimese         | Sant'Antimo (NA)            |        |                     |
| Sporting Secondigliano      | Napoli                      |        |                     |
| U.S. Succivo                | Succivo (CE)                |        |                     |
| S.S. Torrecuso Riviera      | Torrecuso (BN)              |        |                     |
| A.C. Villa Literno          | Villa Literno (CE)          |        |                     |
| U.S. M.R. Villaricca        | Villaricca (NA)             |        |                     |
| A.C. Virtus Sessa           | Sessa Aurunca (CE)          |        |                     |

### Classifica finale
|  | Pos. | Squadra                | Pt | G  | V  | N  | P  | GF | GS  | DR   |
|  | ---- | ---------------------- | -- | -- | -- | -- | -- | -- | --- | ---- |
|  | 1.   | Casalnuovo Aversa      | 48 | 30 | 18 | 12 | 0  | 47 | 6   | +41  |
|  | 2.   | Torrecuso Riviera      | 47 | 30 | 18 | 11 | 1  | 72 | 15  | +57  |
|  | 3.   | M.R. Villaricca        | 37 | 30 | 13 | 11 | 6  | 48 | 23  | +25  |
|  | 4.   | Sporting Secondigliano | 35 | 30 | 12 | 11 | 7  | 40 | 23  | +17  |
|  | 5.   | Juvenes Frattaminorese | 32 | 30 | 11 | 10 | 9  | 33 | 23  | +10  |
|  | 5.   | Virtus Sessa           | 32 | 30 | 11 | 10 | 9  | 41 | 32  | +9   |
|  | 5.   | Villa Literno          | 32 | 30 | 8  | 16 | 6  | 32 | 26  | +6   |
|  | 5.   | Succivo                | 32 | 30 | 11 | 10 | 9  | 34 | 30  | +4   |
|  | 9.   | San Giorgio del Sannio | 31 | 30 | 11 | 9  | 10 | 45 | 33  | +12  |
|  | 10.  | Montesarchio           | 30 | 30 | 8  | 14 | 8  | 23 | 23  | 0    |
|  | 10.  | Cellole                | 30 | 30 | 10 | 10 | 10 | 42 | 45  | -3   |
|  | 12.  | Sant'Agata             | 28 | 30 | 12 | 4  | 14 | 38 | 33  | +5   |
|  | 13.  | Intercalvizzano        | 27 | 30 | 9  | 9  | 12 | 44 | 48  | -4   |
|  | 14.  | Maddalonese            | 24 | 30 | 7  | 10 | 13 | 24 | 41  | -17  |
|  | 15.  | Sant'Antimese          | 13 | 30 | 4  | 7  | 19 | 23 | 71  | -48  |
|  | 16.  | Casalucese             | -2 | 30 | 0  | 0  | 30 | 13 | 127 | -114 |

### Verdetti finali
- La Sant'Antimese è stata riammessa al campionato alla compilazione dei nuovi quadri stagionali.
- Sant'Antimese e Casalucese sono state penalizzate di 2 punti per 2 rinunce.

## Girone B

### Squadre partecipanti
| Club                          | Città (provincia)           | Stadio | Stagione precedente |
| ----------------------------- | --------------------------- | ------ | ------------------- |
| Pol. Alba Pianura             | Napoli                      |        |                     |
| U.S. Arzanese                 | Arzano (NA)                 |        |                     |
| Pol. Bruscianese Club Azzurro | Brusciano (NA)              |        |                     |
| A.C. Caprese                  | Capri (NA)                  |        |                     |
| U.S. Cicciano                 | Cicciano (NA)               |        |                     |
| A.C. Forio                    | Forio (NA)                  |        |                     |
| U.S. Mariglianese             | Marigliano (NA)             |        |                     |
| A.C. Mugnano                  | Mugnano di Napoli (NA)      |        |                     |
| S.S. Portici                  | Portici (NA)                |        |                     |
| A.S. Posillipo                | Napoli                      |        |                     |
| S.C. Sangiuseppese            | San Giuseppe Vesuviano (NA) |        |                     |
| Pol. Sanità                   | Napoli                      |        |                     |
| A.C. Scisciano                | Scisciano (NA)              |        |                     |
| U.P. Sibilla Bacoli           | Bacoli (NA)                 |        |                     |
| S.S. Valentino Mazzola        | Ottaviano (NA)              |        |                     |
| U.S. Vollese                  | Volla (NA)                  |        |                     |

### Classifica finale
|  | Pos. | Squadra                  | Pt | G  | V  | N  | P  | GF | GS | DR  |
|  | ---- | ------------------------ | -- | -- | -- | -- | -- | -- | -- | --- |
|  | 1.   | Cicciano                 | 46 | 30 | 19 | 8  | 3  | 46 | 13 | +33 |
|  | 2.   | Mariglianese             | 43 | 30 | 17 | 9  | 4  | 59 | 36 | +23 |
|  | 3.   | Forio                    | 41 | 30 | 18 | 5  | 7  | 55 | 20 | +35 |
|  | 4.   | Portici                  | 35 | 30 | 12 | 11 | 7  | 26 | 22 | +4  |
|  | 5.   | Sanità                   | 32 | 30 | 10 | 12 | 8  | 25 | 28 | -3  |
|  | 6.   | Caprese                  | 31 | 30 | 12 | 7  | 11 | 40 | 29 | +11 |
|  | 6.   | Posillipo                | 31 | 30 | 12 | 7  | 11 | 33 | 29 | +4  |
|  | 6.   | Mugnano                  | 31 | 30 | 9  | 13 | 8  | 34 | 31 | +3  |
|  | 9.   | Sangiuseppese            | 28 | 30 | 10 | 8  | 12 | 26 | 34 | -8  |
|  | 9.   | Bruscianese Club Azzurro | 28 | 30 | 10 | 8  | 12 | 35 | 47 | -12 |
|  | 11.  | Sibilla Bacoli           | 27 | 30 | 9  | 9  | 12 | 29 | 36 | -7  |
|  | 12.  | Scisciano                | 26 | 30 | 9  | 8  | 13 | 37 | 36 | +1  |
|  | 13.  | Alba Pianura             | 26 | 30 | 9  | 8  | 13 | 29 | 38 | -9  |
|  | 14.  | Valentino Mazzola        | 25 | 30 | 7  | 11 | 12 | 30 | 39 | -9  |
|  | 15.  | Vollese                  | 15 | 30 | 4  | 7  | 19 | 22 | 54 | -32 |
|  | 15.  | Arzanese                 | 15 | 30 | 5  | 5  | 20 | 16 | 50 | -34 |

### Verdetti finali
- Il Cicciano, promosso dopo gli spareggi, ha rinunciato al campionato Interregionale.
- Il Forio è stato ammesso al campionato Interregionale per delibera della Lega Nazionale Dilettanti.
- Il Pianura retrocede in Prima Categoria quale peggior classificata tra le 13esime.
- L'Arzanese è stata riammessa alla compilazione dei nuovi quadri stagionali.

## Girone C

### Squadre partecipanti
| Club                       | Città (provincia)         | Stadio | Stagione precedente |
| -------------------------- | ------------------------- | ------ | ------------------- |
| U.S. Agropoli              | Agropoli (SA)             |        |                     |
| A.C. Angri                 | Angri (SA)                |        |                     |
| U.S. Battipagliese         | Battipaglia (SA)          |        |                     |
| G.S. Bertoni Lampara       | Battipaglia (SA)          |        |                     |
| U.C. Comunale Vico Equense | Vico Equense (NA)         |        |                     |
| U.S. Faiano Ferro Irno     | Faiano (SA)               |        |                     |
| Pol. Internocera           | Nocera Superiore (SA)     |        |                     |
| S.S. Nuova Sanseverinese   | Mercato San Severino (SA) |        |                     |
| A.C. Nuovo Terzigno        | Terzigno (NA)             |        |                     |
| Pol. Pontecagnano Faiano   | Pontecagnano Faiano (SA)  |        |                     |
| U.S. Poseidon              | Capaccio (SA)             |        |                     |
| A.C. Pro Sala              | Sala Consilina (SA)       |        |                     |
| S.S. Real Gragnano         | Gragnano (NA)             |        |                     |
| A.P. Scafatese             | Scafati (SA)              |        |                     |
| A.C. Sianese               | Siano (SA)                |        |                     |
| S.S. Solofra S.r.l.        | Solofra (AV)              |        |                     |

### Classifica finale
|  | Pos. | Squadra             | Pt | G  | V  | N  | P  | GF | GS | DR  |
|  | ---- | ------------------- | -- | -- | -- | -- | -- | -- | -- | --- |
|  | 1.   | Battipagliese       | 47 | 30 | 20 | 7  | 3  | 55 | 16 | +39 |
|  | 2.   | Bertoni Lampara     | 35 | 30 | 13 | 9  | 8  | 39 | 29 | +10 |
|  | 3.   | Pro Sala            | 33 | 30 | 12 | 9  | 9  | 33 | 29 | +4  |
|  | 4.   | Nuovo Terzigno      | 32 | 30 | 11 | 10 | 9  | 37 | 27 | +10 |
|  | 4.   | Solofra             | 32 | 30 | 11 | 10 | 9  | 42 | 33 | +9  |
|  | 6.   | Sianese             | 31 | 30 | 10 | 11 | 9  | 33 | 36 | -3  |
|  | 6.   | Real Gragnano       | 31 | 30 | 11 | 9  | 10 | 31 | 36 | -5  |
|  | 8.   | Nuova Sanseverinese | 30 | 30 | 8  | 14 | 8  | 43 | 42 | +1  |
|  | 8.   | Pontecagnano Faiano | 30 | 30 | 9  | 12 | 9  | 31 | 32 | -1  |
|  | 10.  | Internocera         | 29 | 30 | 9  | 11 | 10 | 31 | 30 | +1  |
|  | 10.  | Poseidon            | 29 | 30 | 7  | 15 | 8  | 25 | 32 | -7  |
|  | 12.  | Angri               | 28 | 30 | 12 | 5  | 13 | 35 | 37 | -2  |
|  | 12.  | Agropoli            | 28 | 30 | 8  | 12 | 10 | 27 | 31 | -4  |
|  | 14.  | Vico Equense        | 25 | 30 | 7  | 11 | 12 | 26 | 37 | -11 |
|  | 15.  | Scafatese           | 21 | 30 | 6  | 9  | 15 | 22 | 45 | -23 |
|  | 16.  | Faiano Ferro Irno   | 18 | 30 | 5  | 8  | 17 | 19 | 37 | -18 |

### Verdetti finali
- Il Vico Equense acquista il titolo sportivo dal Capri (mediante fusione) e rimane in Promozione.

## Spareggi promozione
Spareggi promozione tra prime classificate
|  | Pos. | Squadra           | Pt | G | V | N | P | GF | GS | DR |
|  | ---- | ----------------- | -- | - | - | - | - | -- | -- | -- |
|  | 1.   | Casalnuovo Aversa | 2  | 2 | 0 | 2 | 0 | 1  | 1  | 0  |
|  |      |                   |    |   |   |   |   |    |    |    |
|  | 2.   | Battipagliese     | 2  | 2 | 1 | 0 | 1 | 1  | 1  | 0  |
|  | 3.   | Cicciano          | 2  | 2 | 0 | 2 | 0 | 0  | 0  | 0  |

| Napoli 13 maggio 1984 | Casalnuovo Aversa | 0 – 0 | Cicciano | Stadio San Paolo |

| Nocera Inferiore 20 maggio 1984 | Battipagliese | 1 – 1 | Casalnuovo Aversa | Stadio San Francesco d'Assisi |

| Nocera Inferiore 27 maggio 1984 | Battipagliese | 0 – 0 | Cicciano | Stadio San Francesco d'Assisi |

### Ripetizione
|  | Pos. | Squadra           | Pt | G | V | N | P | GF | GS | DR |
|  | ---- | ----------------- | -- | - | - | - | - | -- | -- | -- |
|  | 1.   | Casalnuovo Aversa | 3  | 2 | 1 | 1 | 0 | 1  | 0  | +1 |
|  | 2.   | Battipagliese     | 2  | 2 | 0 | 2 | 0 | 1  | 1  | 0  |
|  | 3.   | Cicciano          | 1  | 2 | 0 | 1 | 1 | 0  | 0  | -1 |

| Napoli 6 giugno 1984 | Cicciano | 0 – 0 | Battipagliese | Stadio San Paolo |

| Napoli 10 giugno 1984 | Battipagliese | 0 – 0 | Casalnuovo Aversa | Stadio San Paolo |

| Napoli 14 giugno 1984 | Casalnuovo Aversa | 1 – 0 | Cicciano | Stadio San Paolo |

### Verdetti finali
- Casalnuovo Aversa e Battipagliese sono promosse al Campionato Interregionale 1984-85. In seguito la FIGC rilevò un tentativo di illecito da parte del Casalnuovo Aversa e promosse in Interregionale il Cicciano.